# Чернявський Степан Миколайович
Степан Миколайович Чернявський (нар. 4 травня 1973, смт Іванівка, Одеська область) — український підприємець, засновник компанії з гуртової торгівлі м'ясом і м'ясними продуктами. Народний депутат України 9-го скликання. Переміг діючого депутата Івана Фурсіна.

## Життєпис
Народився 4 травня 1973 року в смт Іванівка на Одещині. У 1995 році закінчив Одеську національну харчову академію (спеціальність «Інженер механік»).
Працював інженером-механіком Вигоднянського комбінату хлібопродуктів, був докером-механізатором Одеського морського торгового порту.

## Політична діяльність
Кандидат у народні депутати від партії «Слуга народу» на парламентських виборах у 2019 році (виборчий округ № 138, Ананьївський, Березівський, Іванівський, Любашівський, Миколаївський, Ширяївський райони, частина Лиманського району). На час виборів: фізична особа-підприємець, безпартійний. Проживає в м. Одесі.
Заступник голови комітету аграрної політики і земельних відносин у Верховній Раді України IX скликання (обраний 29 серпня 2019 року).
Голосував за проєкт постанови 0901-П «Про скасування рішення Верховної Ради України від 16.01.2020 року про прийняття у другому читанні та в цілому як закону України проєкту Закону України „Про повну загальну середню освіту“», який не передбачає існування російськомовних шкіл.
22 Липня 2025 року проголосував за проєкт закону 12414, що обмежує Національне антикорупційне бюро України та Спеціалізовану антикорупційну прокуратуру. Закон викликав хвилю антикорупційних протестів.